# MasterCard Tennis Cup 2012
Il MasterCard Tennis Cup 2012 è stato un torneo di tennis facente parte della categoria ITF Women's Circuit nell'ambito dell'ITF Women's Circuit 2012. Il torneo si è giocato a Campos do Jordão in Brasile dal 16 luglio al 22 luglio 2012 su campi in cemento e aveva un montepremi di 25 000 $.

## Vincitori

### Singolare
María Irigoyen ha battuto in finale  Donna Vekić con il punteggio di 7–5, 6–0

### Doppio
Monique Adamczak /  Maria Fernanda Alves hanno battuto in finale  Paula Cristina Gonçalves /  Roxane Vaisemberg con il punteggio di 4–6, 6–3, [10–3]